# Temporada de ciclones no Índico Norte de 2004
A temporada de ciclones no Oceano Índico norte de 2004 foi um evento do ciclo anual da formação de ciclones tropicais. Não há limites específicos para o começo ou o término da temporada de ciclones no Oceano Índico Norte, mas os ciclones tendem a se formar entre abril e dezembro, com picos em maio e novembro. Estas datas delimitam convencionalmente o período de cada ano quando a maioria dos ciclones tropicais se forma no Oceano Índico Norte.
Convencionalmente, decidiu-se separar o Oceano Índico em diferentes áreas de monitoramento de ciclones tropicais. O objetivo deste artigo é detalhar os ciclones tropicais que se formam ao norte da linha do Equador, ou seja, detalhar os ciclones tropicais que se formaram na parte do Oceano Índico situada no Hemisfério norte, entre o Chifre da África e a Península da Malásia. Nesta área, há dois mares principais: o Mar Arábico a oeste do Subcontinente Indiano, abreviada pelo Departamento Meteorológico da Índia (DMI) como ARB; e o Golfo de Bengala a leste do Subcontinente Indiano, abreviada pelo DMI como BOB.
Em meados da temporada de 2004, o sistema de nomeação de ciclones tropicais foi estabelecido no Índico Norte. Antes disso, não havia uma lista de nomes para os ciclones tropicais no Índico Norte. No início de outubro de 2004, a formação do ciclone Onil marcou a primeira vez que um ciclone tropical formado no Índico Norte recebeu um nome. A iniciativa do Departamento Meteorológico da Índia foi aprovada pela Organização Meteorológica Mundial, e ciclones tropicais com intensidade igual ou superior a 65 km/h são nomeados desde então.

## Nomes das tempestades
A partir de outubro de 2004, os nomes de ciclones tropicais no Índico norte são usados sequencialmente e apenas uma vez. Abaixo estão listados apenas aqueles usados durante a temporada de 2004:
- Onil
- Agni

## Efeito sazonais
| Nome                | Datas ativo                | Classificação máxima                     | Velocidade de vento sustentados | Pressão               | Áreas afetadas                  | Danos (USD)    | Fatalidades  | Refs |
| ------------------- | -------------------------- | ---------------------------------------- | ------------------------------- | --------------------- | ------------------------------- | -------------- | ------------ | ---- |
| ARB 01              | 5 de maio–10               | Severe Cyclonic Storm                    | 100 km/h (60 mph)               | 984 hPa (29.1 inHg)   | Kerala, Karnataka, Goa          | $6.7 milhões   | 9            |      |
| BOB 01              | 16 de maio –19             | Tempestade ciclônica extremamente severa | 165 km/h (105 mph)              | 952 hPa (28.1 inHg)   | Myanmar, East India, Bangladesh | $99.2 milhões  | 236          |      |
| ARB 02              | 10 de junho –13            | Depressão profunda                       | 55 km/h (35 mph)                | 992 hPa (29.3 inHg)   | Índica ocidental                | Nenhum         | Desconhecido |      |
| BOB 02              | 11 de junho –14            | Depressão profunda                       | 55 km/h (35 mph)                | 992 hPa (29.3 inHg)   | Índia oriental                  | Desconhecido   | Desconhecido |      |
| LAND                | 12 de setembro –15         | Depressão                                | 45 km/h (30 mph)                | 996 hPa (29.4 inHg)   | Índica oriental                 | Desconhecido   | 59           |      |
| Onil                | 30 de setembro –October 3  | Severe Cyclonic Storm                    | 100 km/h (60 mph)               | 990 hPa (29 inHg)     | Índia Ocidental, Paquistão      | Desconhecido   | 9            |      |
| BOB 03/04           | 2 de outubro –8            | Depressão                                | 45 km/h (30 mph)                | 1,002 hPa (29.6 inHg) | Índia oriental                  | $23.9 million  | 273          |      |
| ARB 04              | 2 de novembro –7           | Depressão profunda                       | 55 km/h (35 mph)                | 1,004 hPa (29.6 inHg) | Somália                         | Desconhecido   | Nenhum       |      |
| Agni                | 29 de novembro –December 2 | Severe Cyclonic Storm                    | 100 km/h (60 mph)               | 994 hPa (29.4 inHg)   | Somália, Maldivas               | Desconhecido   | Desconhecido |      |
| Totais da temporada |                            |                                          |                                 |                       |                                 |                |              |      |
| 9 sistemas          | 5 de maio – 2 de dezembro  |                                          | 165 km/h (105 mph)              | 952 hPa (28.1 inHg)   |                                 | $129,8 milhões | 587          |      |